# Soul Rape
Soul Rape ist eine italienische Progressive-Death-Metal-Band aus Varese, die 2007 gegründet wurde.

## Geschichte
Die Band wurde im Jahr 2007 von dem Gitarristen Lorenzo „Larry“ Ferioli und dem Schlagzeuger Maurizio „Maui“ Giudici gegründet. Noch im selben Jahr wurde die Besetzung durch den Bassisten Giulio „Guglio“ Cazzani und den Sänger Moloch ergänzt. Im April 2008 wurde das erste Demo namens Primodial Paradox im Diana Studio von Davide „Axhell“ Colombo aufgenommen. Nach ihrem ersten Konzert stieß Daniele „Tambo“ Tamborini im Januar 2009 als zweiter Gitarrist hinzu. Nachdem Moloch die Gruppe verlassen hatte, übernahm Tamborini zusätzlich den Gesang. 2010 veränderte sich die Besetzung erneut, indem Giudici diese verließ und durch Pietro Battanta aka Peter Bat ersetzt wurde. Daraufhin begab sich die Band im Juli 2010 erneut ins Studio, dieses Mal in das Dedolor Recording Studio in Turate, um das zweite Demo, das Gargoyles betitelt wurde, aufzunehmen. 2011 verließ der Bassist Cazzani die Band, damit er mehr Zeit hatte, um sein Cellospiel zu verbessern. Als Ersatz wurde Dema hinzugefügt. Nach mehreren Konzerten begann Soul Rape im September 2012 im Reclab Studio in Mailand mit Larsen Premoli als Produzenten mit den Schlagzeugaufnahmen zu ihrem Debütalbum. Der Rest wurde im Omega Studio mit dem Produzenten Alex Azzali aufgenommen, wobei Cazzani wieder als Bassist zur Band zurückgekehrt war. Das Album erschien im Jahr 2015 bei Punishment 18 Records unter dem Namen Endless Reign. Das Cover hiervon war von Dan Seagrave gestaltet worden, als Gastmusiker ist Jeff Loomis auf dem Album zu hören.

## Stil
Joshua Bulleid von metal-observer.com schrieb in seiner Rezension zu Endless Reign, dass die Musik hierauf an Progressive Death Metal grenzt und sich dabei an Gruppen wie Atheist, Decrepit Birth und vor allem Death bediene. Der Song Illusion & Sufferance erinnere mit seinen Riffs an die Death-Alben Symbolic und The Sound of Perseverance. Der Gesang rufe Erinnerungen an Abbath, Thomas Gabriel Fischer und Conrad Lant wach. Laut metalbleedingcorp.com integriere die Band auf dem Album Riffs aus dem Death-, Melodic-, Thrash- und traditionellem Heavy-Metal in ihren Progressive Death Metal.

## Diskografie
- 2008: Primodial Paradox (Demo, Eigenveröffentlichung)
- 2010: Gargoyles (Demo, Eigenveröffentlichung)
- 2015: Endless Reign (Album, Punishment 18 Records)